# Léo Pereira (calciatore 2000)
Leonardo Augusto dos Santos Pereira, meglio noto come Léo Pereira (Bauru, 29 giugno 2000), è un calciatore brasiliano, attaccante del Vitória in prestito dal CRB.

## Carriera
Cresciuto nel settore giovanile dell'Ituano, debutta in prima squadra il 9 giugno 2019 in occasione del match di Série D perso 1-0 contro l'URT; nel luglio seguente viene ceduto in prestito al Corinthians per una stagione, trascorsa interamente con la formazione Under-20.
Rientrato alla base, dopo aver effettuato un'apparizione in Série C, il 16 ottobre 2020 viene ufficializzato il suo passaggio in prestito Grêmio a partire dalla stagione 2021.

## Statistiche

### Presenze e reti nei club
Statistiche aggiornate al 12 settembre 2021.
| Stagione        | Squadra         | Campionato      | Campionato | Campionato | Coppe nazionali | Coppe nazionali | Coppe nazionali | Coppe continentali | Coppe continentali | Coppe continentali | Altre coppe | Altre coppe | Altre coppe | Totale | Totale |
| Stagione        | Squadra         | Comp            | Pres       | Reti       | Comp            | Pres            | Reti            | Comp               | Pres               | Reti               | Comp        | Pres        | Reti        | Pres   | Reti   |
| --------------- | --------------- | --------------- | ---------- | ---------- | --------------- | --------------- | --------------- | ------------------ | ------------------ | ------------------ | ----------- | ----------- | ----------- | ------ | ------ |
| 2018            | Ituano          | A1/SP+D         | 0          | 0          | CB              | 0               | 0               |                    | -                  | -                  | CP          | 1           | 0           | 1      | 0      |
| 2019            | Ituano          | A1/SP+D         | 0+3        | 0          | CB              | 0               | 0               |                    | -                  | -                  |             | -           | -           | 3      | 0      |
| 2019            | Corinthians     | A1/SP+A         | 0          | 0          | CB              | 0               | '               | CS                 | 0                  | 0                  |             | -           | -           | 0      | 0      |
| 2020            | Ituano          | A1/SP+C         | 0+1        | 0          | CB              | 0               | 0               |                    | -                  | -                  |             | -           | -           | 1      | 0      |
| Totale Ituano   | Totale Ituano   | Totale Ituano   | 4          | 0          |                 | 0               | 0               |                    | 0                  | 0                  |             | 1           | 0           | 5      | 0      |
| 2021            | Grêmio          | PD/RS+A         | 9+14       | 2+0        | CB              | 4               | 1               | CL+CS              | 1+5                | 0+2                |             | -           | -           | 33     | 5      |
| Totale carriera | Totale carriera | Totale carriera | 27         | 2          |                 | 4               | 1               |                    | 6                  | 2                  |             | 1           | 0           | 38     | 5      |

## Palmarès

### Club

#### Competizioni statali
- Campionato Gaúcho: 1

Grêmio: 2021
- Campionato Goiano: 1

Atl. Goianiense: 2022
- Campionato Alagoano: 2

CRB: 2024, 2025